# Мешна (Сілезьке воєводство)
Мешна (пол. Meszna) — село в Польщі, у гміні Вільковиці Бельського повіту Сілезького воєводства.
Населення — 2064 особи (2011).
У 1975-1998 роках село належало до Бельського воєводства.

## Демографія
Демографічна структура станом на 31 березня 2011 року:
|          | Загалом | Допрацездатний вік | Працездатний вік | Постпрацездатний вік |
| -------- | ------- | ------------------ | ---------------- | -------------------- |
| Чоловіки | 1009    | 238                | 665              | 106                  |
| Жінки    | 1055    | 200                | 634              | 221                  |
| Разом    | 2064    | 438                | 1299             | 327                  |